# Rudolf Bial
Pour les articles homonymes, voir Bial.
Rudolf Bial, né le 26 août 1834 et mort le  23 novembre 1881, est un violoniste, compositeur, chef d'orchestre et directeur de théâtre allemand,.

## Biographie
Né à Habelschwerdt, arrondissement d'Habelschwerdt, province de Silésie, Bial reçoit son éducation musicale à Breslau, où il est employé à l'âge de 15 ans comme premier violoniste dans la chapelle du théâtre municipal local. Il est Kapellmeister à Lübeck de 1854 à 1856, puis fait une tournée de concerts en Australie en tant que virtuose du violon avec son frère Karl, devint Kapellmeister en 1864 chez August Conradi au Wallner-Theater de Berlin et de 1876 à 1879 est le directeur du Théâtre Krollschen, dont il affine le répertoire en travaillant des opéras allemands et italiens. La dernière année, il déménage à New York. Là, il dirige un orchestre d'harmonie et meurt à l'âge de 47 ans[réf. nécessaire]
Son frère Karl Bial (1833-1892)  travaille comme virtuose du piano, compositeur et professeur de musique à Berlin. Il laisse plusieurs pièces pour piano et chansons.

## Œuvres
Parmi les compositions en partie populaires de Rudolf Bial (au nombre total de 130) son opérette Der Herr von Papillon (1868) a eu le plus grand succès.[réf. nécessaire]
- 1872: Die Mottenburger, burlesque with music
- 1874: Mein Leopold, burlesque with music (singing burlesque in three acts), premiere 28 September 1874
- 1875: Der Liebesring, burlesque with music (singing burlesque in three acts), premiere 4 December 1875, Berlin, Städtisches Friedrich-Wilhelm Theater
- 1876: Der Registrator auf Reisen, burlesque with music (singing burlesque in three acts), premiere 12 February 1876
- ???: Ehrliche Arbeit, burlesque with music (singing burlesque in three acts)
- ???: Von Stufe zu Stufe, burlesque with music
- ???: Hopfenraths Erben, burlesque with music
- ???: Comtesse Helene, burlesque in three acts

Marchs:
- Donato-March for Pianoforte, 1865
- Kladderadatsch-Jubiläums-March, 1866, on the occasion of the celebration of the publication of the thousandth issue of the political satirical weekly Kladderadatsch